# 조이 헨리
조이 헨리(Zoë Henry, 1973년 ~ )는 잉글랜드의 배우이다.